# Benito Laren
Benito Laren (San Nicolás, Buenos Aires; 12 de enero de 1962) es un artista plástico argentino. Sus obras se encuentran en las colecciones del Museo Nacional de Bellas Artes, el Museo de Arte Moderno de Buenos Aires, el Museo Castagnino + macro, el Blanton Museum of Art de la Universidad de Texas, el Corning Museum of Glass de Nueva York entre otros.

## Trayectoria
Se graduó como técnico químico en 1983, carrera que le permitió acceder al dibujo técnico y experimentar y combinar diversos elementos en su obra. 
Utiliza toda clase de materiales y objetos como papel holográfico, brillantina (glitter), vidrio líquido, y esmalte que, de acuerdo al punto de observación y a la luz, cambian y adquieren características cinéticas.
En 1991 forma parte del reconocido “Grupo del Rojas”, un grupo de artistas que expone en la Galería de Artes Visuales del Centro Cultural Rojas, dirigida por Jorge Gumier Maier.
En 2010 participa de la exposición colectiva  Recovering Beauty the 1990s in Buenos Aires  y la obra  Buscando Precios (1991,100 cm x 180 cm), integra actualmente la colección del Museo.
En 2016 integra la exposición colectiva Excéntricos y súper ilustrados, en el Museo de Arte Moderno de Buenos Aires. En el mismo año, se realiza un homenaje a su trayectoria en su ciudad natal.
En 2017 tiene lugar Fabularen, muestra retrospectiva en la Colección de Arte Amalia Lacroze de Fortabat.
Realiza exposiciones artísticas en Argentina, Uruguay, España, Alemania, y Estados Unidos.
En 2021 La Universidad ESEADE de Buenos Aires realiza una muestra en su Espacio de Arte Virtual: Cita con Laren.